# شاروف‌بال
شاروف‌بال (نام علمی: Sharovipteryx) نام یک گونه از راسته نیاسوسماران است.